# Mukanhal, Devadurga
Mukanhal là một làng thuộc tehsil Devadurga, huyện Raichur, bang Karnataka, Ấn Độ.